# Masahiro Ando
Masahiro Ando (japansk: 安藤 正裕; født 2. april 1972) er en tidligere japansk fodboldspiller.

## Japans fodboldlandshold
| Japans landshold | Japans landshold | Japans landshold |
| År               | Kmp              | Mål              |
| ---------------- | ---------------- | ---------------- |
| 1999             | 1                | 0                |
| Total            | 1                | 0                |